# 239046 Judysyd
239046 Judysyd este o planetă minoră (asteroid) din centura de asteroizi. A fost descoperită pe 25 februarie 2006 la United States Naval Observatory Flagstaff Station⁠(d) de Arne Henden⁠(d). 
Obiectul prezintă o orbită caracterizată de o semiaxă mare de 2,446947742407 UAi, o excentricitate de 0,04, o înclinație de 9,2 ° în raport cu ecliptica.